# Мозер, Пауль
Пауль Мозер (нем. Paul Moser; 1959 — 6 апреля 2004) — австрийский пианист и дирижёр.
Учился в Венской консерватории и зальцбургском Моцартеуме, занимался также в мастер-классе Леона Флейшера. Концертировал как пианист в Европе и США. В 1989 г. основал и возглавил Венский Резиденц-оркестр, воссоздающий концертную атмосферу конца XVIII — начала XIX вв.